# گذرنامه اوکراینی
پاسپورت اوکراین، سندی است که برای اتباع اوکراین به عنوان اثبات تابعیت اوکراین در مسافرت‌های خارج از کشور استفاده می‌شود.

## پاسپورت داخلی
طبق اصلاحات قانونی که در ۱۴ ژوئیه ۲۰۱۶ توسط Verkhovna Rada (پارلمان اوکراین) صورت گرفت، هر شهروند اوکراینی که به سن ۱۴ سالگی رسید باید پاسپورت داخلی یا همان شناسنامه دریافت کند.
در هنگام ثبت ازدواج، بنا بر سنتی قدیمی و به‌جای مانده از زمان شوروی سابق، گذرنامه‌های داخلی اوکراین دیگر با حکم وضعیت مدنی (به عنوان مثال ازدواج یا طلاق) مهر نمی‌شوند و سند ازدواج به‌صورت جداگانه صادر می‌شود.
در ۱۰ ژوئیه ۲۰۱۵، دولت اوکراین اعلام کرد که گذرنامه‌های داخلی کتابچه ای لغو و کارت‌های شناسایی جایگزین آنها می‌شود. در ۲۵ ژانویه ۲۰۱۶، اولین کارت‌های شناسایی اوکراین برای شهروندان جوانی که ۱۶ سال سن داشتند، صادر شد و از اول نوامبر ۲۰۱۶ کارت شناسایی برای همه شهروندان اوکراین صادر می‌شود.

## نگارخانه

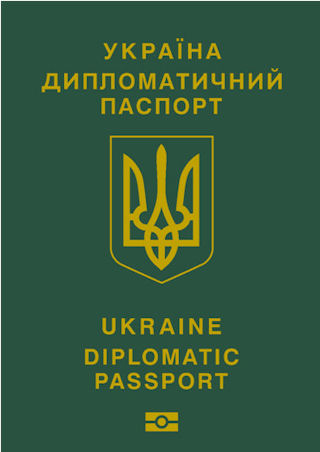
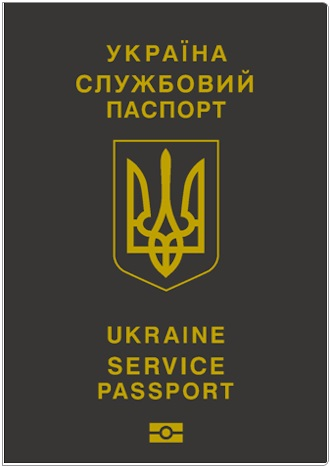
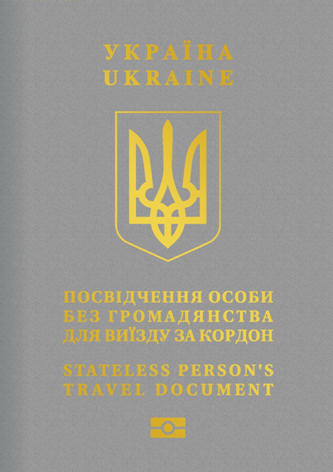
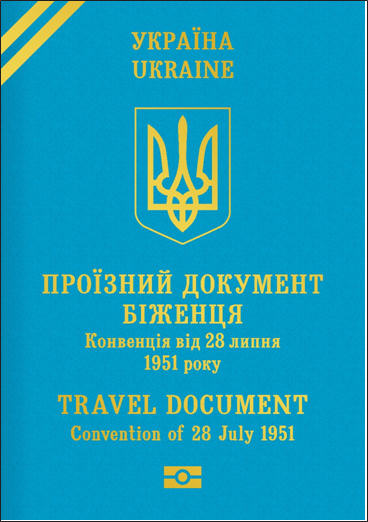